# Langerina
La langerina, también llamada CD207 (clúster de diferenciación 207) es una proteína qué en los humanos está codificado por el gen CD207. La langerina es una lectina tipo C, trasmembrana tipo II en las células de Langerhans.
La proteína codificada por este gen está expresado en las células de Langerhans que son células dendríticas inmaduras en epidermis y mucosa. Además se le conoce por el nombre miembro K de la familia 4 de lectina dominio tipo C. Es también expresado en varias otras células dendríticas, como las CD103+ y CD8+ y en células dendríticas esplénicas. La langerina se localiza en los gránulos de Birbeck, organelos en el citoplasma de las células de Langerhans y constando de superpuestos y capas de membranas. Es una lectina de C tipos con especificidad obligatoria de manosa, y ha sido propuesto que la manosa que se une a estas proteínas a internalización de antígeno en los gránulos de Birbeck y permite el acceso a una vía no clásica de procesamiento de antígeno.

## Función
La langerina se expresa en CL que se localizan en la epidermis y en la mucosa vaginal y oral. Las CL son células inmunes estrechamente relacionadas con los macrófagos, pero por su función se parecen más a las células dendríticas convencionales (cDC). La langerina reconoce y se une a los carbohidratos, como manosa, fucosa y N-acetilglucosamina. Por tanto, las CL pueden reaccionar frente a patógenos como el VIH-1, Mycobacterium leprae y Candida albicans. Después de que el patógeno se une a la langerina, el destino de los patógenos no se conoce mucho. Se supone que el patógeno se internaliza en un orgánulo citoplasmático llamado gránulo de Birbeck. Allí tiene lugar la degradación y el procesamiento de antígenos para su presentación a las células T. Por ejemplo, la langerina se une a los lipoarabinomananos de las micobacterias y, dentro de los gránulos de Birbeck, contribuye a la unión del antígeno a la molécula CD1a. En ratones, la langerina participa en la unión de antígenos a las glicoproteínas del MHC II y a las glicoproteínas del MHC I durante la presentación cruzada.
Parece que un dominio de homología Src intracelular de langerina es importante para la formación de gránulos de Birbeck. Estos orgánulos contienen Rab11a, que es una molécula que participa en el reciclaje de langerina.
La langerina tiene una función y estructura similares a las de una proteína de superficie de células dendríticas DC-SIGN (CD209). Ambos receptores se unen a antígenos similares a través del CRD, por ejemplo, Mycobacterium tuberculosis y VIH-1. Sin embargo, mientras que la unión del VIH-1 a la langerina conduce a la eliminación del virus, la unión del VIH-1 a DC-SIGN conduce a la infección de la célula.

## Importancia clínica
En la mucosa vaginal humana, las CL se unen a una glicoproteína gp120 fuertemente glicosilada en la envoltura del VIH-1 a través de la langerina. Posteriormente, el virus se internaliza en el gránulo de Birbeck donde se degrada y procesa para su presentación. Por tanto, la langerina tiene actividad antiviral y protege a la célula contra la infección por VIH-1. Si la langerina es un defecto o los títulos del virus son demasiado altos, puede ocurrir la infección por VIH-1.
La langerina también se une a la manosa, que se encuentra en la membrana externa de los hongos, y los betaglucanos, que se encuentran en los pliegues de la membrana de los hongos. De esta manera, los LC pueden protegerse contra patógenos como Candida, Saccharomyces y Malassezia furfur. Además, la langerina reconoce la lactosamina sulfatada con Gal-6 del glioblastoma. En el epitelio respiratorio, las CL reconocen el virus del sarampión a través de la langerina y luego lo degradan y lo presentan a las células T CD4 +.

## Polimorfismos
Los polimorfismos de nucleótido único en el gen de la langerina puede afectar la estabilidad y la afinidad de la proteína por algunos carbohidratos. El polimorfismo más común es el reemplazo de alanina por valina en la posición 278. La frecuencia alélica de este polimorfismo es de hasta el 48%, pero probablemente no tiene ninguna influencia sobre la estabilidad y afinidad de la langerina. La sustitución de ácido aspártico por asparagina en la posición 288. conduce a una reducción de 10 veces en el reconocimiento de manosa-BSA. La sustitución de triptófano por arginina en la posición 264. conduce a la pérdida de gránulos de Birbeck.